# جرج داولینگ
جرج داولینگ (انگلیسی: George Dowling؛ زادهٔ ۱ اوت ۱۹۹۸) بازیکن فوتبال اهل بریتانیا است.
از باشگاه‌هایی که در آن بازی کرده‌است می‌توان به باشگاه فوتبال وستون سوپر مار، باشگاه فوتبال بریستول سیتی، باشگاه فوتبال ایستلی، و باشگاه فوتبال تورکی یونایتد اشاره کرد.